# Calosoma externum
Calosoma externum är en skalbaggsart som beskrevs av Thomas Say 1823. Calosoma externum ingår i släktet Calosoma och familjen jordlöpare. Inga underarter finns listade i Catalogue of Life.